# Anoreksja (objaw)
Jadłowstręt, anoreksja – utrata lub zmniejszenie apetytu. Mimo że w języku potocznym jest to termin często używany wymiennie z jadłowstrętem psychicznym, pogorszenie apetytu może wynikać z wielu przyczyn, w tym wielu niegroźnych dla zdrowia.
Najczęściej jest odpowiedzią na rozwój stanu zapalnego w organizmie.

## Przykładowe przyczyny zmniejszenia apetytu
- amfetamina[2]
- anorexia nervosa[3]
- ból, szczególnie przewlekły (zarówno psychiczny i fizyczny)[4]
- choroba Crohna[5]
- depresja[6]
- przewlekła niewydolność nerek[7]
- opiaty[8]
- rak żołądka[9]
- gruźlica[10]
- zapalenie wyrostka robaczkowego[11]
- aerogastria[12]